# ミトラタピド
ミトラタピド（英：Mitratapide）はYarvitanという商品名で販売されている過体重や肥満のイヌの治療に用いられる動物用医薬品である。作用機序は食事性脂質の吸収に関与するミクロソームトリグリセリド輸送タンパク質（MTP）の阻害が関係する 。臨床研究ではイヌのインスリン抵抗性を回復を助けることも示唆している。
ミトラタピドはヤンセン ファーマが開発したもので、同じくヤンセン ファーマが開発したイトラコナゾールなどの抗真菌薬と化学的に関連している。
ミトラタピド（商品名Yarvitan）は、イヌの体重減少を助ける薬として欧州医薬品庁によりEUでの使用が承認されていたが、その後EUでの販売は中止された。